# Капіца Михайло Іванович
Михайло Іванович Капіца (31 серпня 1960, м. Жашків, Черкаська обл., Українська РСР, СРСР) — доктор технічних наук, професор Українського державного університету науки і технологій, вчений-механік в галузі залізничного транспорту, педагог вищої школи. Відмінник освіти України (2024).

## Біографія
Михайло Іванович Капіца народився 31 серпня 1960 року в м. Жашків, Черкаської області, Української РСР., СРСР.
- 1967-1976 рр. навчається в середній школі м. Жашків.
- 1976-1980 рр. навчається у Тернівському індустріальному технікумі м. Кривий Ріг.
- 1980-1985 рр. навчається у Дніпропетровському інституті інженерів залізничного транспорту (нині Український державний університет науки і технологій).
- З 1985 р. працює на кафедрі «Локомотиви» спочатку асистентом, потім доцентом, професором кафедри.
- 1991 р. захищає кандидатську дисертацію на тему «Определение рациональных сроков диагностирования силовой установки тепловозов с гидропередачей» (науковий керівник Кузнєцов Т. Ф.) та отримує ступінь кандидата технічних наук.
- 2010 р. захищає докторську дисертацію на тему «Розвиток наукових основ удосконалення систем утримування тягового рухомого складу» (науковий керівник Боднар Б. Є.) та отримує ступінь доктора технічних наук.
- 2015-2021 рр. очолює кафедру «Локомотиви» УДУНТ.
- Від 2021 р. працює директором навчально-наукового інституту «Дніпровський інститут інфраструктури і транспорту» Українського державного університету науки і технологій.

## Коло наукових інтересів
Удосконалення систем утримування тягового рухомого складу залізниць; розробка та впровадження неруйнівної системи діагностування рухомого складу залізниць; розробка енергозаощаджуючих технологій в промисловості та на транспорті.

## Викладацька діяльність
На факультеті Транспортної інженерії УДУНТ викладає дисципліни «Експлуатація локомотивів та локомотивне господарство», «Експлуатація транспортних засобів», «Загальний курс залізниць», «Безпека руху та експлуатація ВШЗТ», «Логістичні процеси в експлуатації та ремонті локомотивів».

## Наукова діяльність
Активно співпрацює з Цифровим видавництвом Наукової бібліотеки (Library Publishing) УДУНТ, що спеціалізується на видавництві публікацій відкритого доступу на основі ліцензій Creative Commons (CC): електронних наукових журналів, монографій, підручників, збірників доповідей наукових конференцій.
Автор понад 200 науково- методичних праць, монографій, статей тощо. Має понад 10 патентів.
У 2012 році професора Капіцю М. І. обрано академіком Транспортної Академії України.

## Громадська діяльність
З 2016 р. Капіца М. І. є членом Наукової методичної ради сектору вищої освіти Міністерства освіти і науки України. Куратор Науково-методичної комісії «Транспорт та сервіс» сектору вищої освіти Науково-методичної ради МОН. Розробник стандартів вищої освіти за спеціальністю 273 «Залізничний транспорт».
М. І. Капіца є розробником галузевих стандартів вищої освіти України (Освітньо-кваліфікаційних характеристик та Освітньо-професійної програми як варіативної так і нормативної їх частини) для ЗВО України, що здійснюють підготовку бакалаврів, спеціалістів та магістрів за напрямом підготовки 6.070105 «Рухомий склад залізниць» спеціальності 7(8).7010501 «Локомотиви та локомотивне господарство»

## Захоплення
Рибальство, садівництво.

## Вибрані публікації
1. Капица М. И. Определение рациональных сроков диагностирования силовой установки тепловозов с гидропередачей: автореф. дис. … канд. техн. наук: 05.22.07. Днепропетровск, 1991. 20 с.
2. Капица, М. І. Розвиток наукових основ удосконалення систем утримування тягового рухомого складу: авт. дис. … д. т. н.: 05.22.07 / М. І. Капіца. — Дніпропетровськ: Дніпропетр. нац. ун-т залізн. трансп. ім. акад. В. Лазаряна, 2010. — 40 с.
3. Боднар Б. Є., Капіца М. І., Афанасов А. М., Кислий Д. М. Визначення енергозаощаджуючих режимів розгону поїздів. Наука та прогрес транспорту. 2015. № 5 (59). С. 40–52. doi:10.15802/stp2015/55359.
4. Боднар, Б. Є. Визначення сили тяги локомотива з урахуванням нерівномірності навантаження колісно-моторних блоків / Б. Є. Боднар, М. І. Капіца, Д. М. Кислий // Наука та прогрес транспорту. Вісник Дніпропетр. нац. ун-ту залізн. трансп. ім. акад. В. Лазаряна. — 2013. — № 6 (48). — С. 63–71. — doi: 10.15802/stp2013/19677.
5. Капіца, М. І. Визначення функції напрацювання ізоляції ТЕД за експериментальними даними / М. І. Капіца // Вісн. Дніпропетр. нац. ун-ту залізн. трансп. ім. акад. В. Лазаряна. — Дніпропетровськ, 2003. — Вип. 1. — С. 102—104. — DOI: 10.15802/stp2003/21487.
6. Боднар Б. Є., Бобирь Д. В., Капіца М. І. Гідравлічні передачі локомотивів: підручник. Дніпро: Дріант, 2021. 466 с. ISBN 978-966-2394-50-4.
7. Боднар Б. Є., Капіца М. І., Бобирь Д. В. Гідравлічні передачі локомотивів: методичні рекомендації до виконання розрахунково-графічної роботи та дипломного проєктування. Дніпро: Укр. держ. ун-т науки і технологій, 2022. 39 с.
8. Боднар Б. Є., Капіца М. І., Боднар Є. Б., Очкасов О. Б. Експлуатація локомотивів та локомотивне господарство. Організація ремонтного та екіпірувального господарства: підручник. Дніпро: Укр. держ. ун-т науки і технологій, 2022. 220 с. ISBN 978-966-2596-24-3.
9. Боднар Є. Б., Капіца М. І., Сердюк В. Н. [Електричне обладнання локомотивів: методичні вказівки до виконання курсової роботи та дипломного проєктування. Дніпро: Укр. держ. ун-т науки і технологій, 2022. 53 с.
10. Капіца М. И., Гненний О. М., Бобир Д. В. Ефективність модернізації колісно-моторних блоків тепловоза з використанням моторно-осьових підшипників кочення. Наука та прогрес транспорту. 2018. № 4 (76). URL: http://stp.diit.edu.ua/article/view/141178/153370.
11. Капіца М. І., Кислий Д. М., Десяк А. Є. Загальний курс транспорту: підручник. Дніпро: Укр. держ. ун-т науки і технологій, 2023. 288 с. DOI: 10.15802/978-617-7440-40-5.
12. Логістичні методи управління ресурсами при ремонтах рухомого складу на промислових підприємствах / М. І. Капіца, М. В. Гненний, О. П. Пінчук, Л. В. Привалова // Вісн. Дніпропетр. нац. ун-ту залізн. трансп. ім. акад. В. Лазаряна. — Дніпропетровськ, 2012. — Вип. 42. — С. 257—262. — DOI: 10.15802/stp2012/9411.
13. Капіца, М. І. Організація раціональної системи утримування тепловозів серії ТГМ4 на прикладі ВАТ "Металургійний комбінат «Запоріжсталь» / М. І. Капіца // Вісн. Дніпропетр. нац. ун-ту залізн. трансп. ім. акад. В. Лазаряна. — Дніпропетровськ, 2008. — Вип. 21. — С. 41–45. — DOI: 10.15802/stp2008/15826.
14. Капіца, М. І. Організація раціональної системи утримування ізоляції тягових двигунів електровозів постійного струму / М. І. Капіца // Вісн. Дніпропетр. нац. ун-ту залізн. трансп. ім. акад. В. Лазаряна. — Дніпропетровськ, 2010. — Вип. 31. — С. 41–45. — DOI: 10.15802/stp2010/13408.
15. Лагута, В. В. Прогнозування станів однотипного локомотивного парку (ВЛ8) Придніпровської залізниці / В. В. Лагута, М. І. Капіца // Вісн. Дніпропетр. нац. ун-ту залізн. трансп. ім. акад. В. Лазаряна. — Дніпропетровськ, 2004. — Вип. 4. — С. 126—129. — DOI: 10.15802/stp2004/20531.
16. Боднар Б. Є., Капіца М. І., Очкасов О. Б., Коренюк Р. О. Підвищення енергоефективності випробувань гідравлічних передач тепловозів в умовах локомотиворемонтного заводу. Наука та прогрес транспорту. 2015. № 6 (60).
17. Система автоматичного регулювання кута випередження подачі пального тепловозного дизеля: пат. 87843 Україна: МПК F02M 59/00. № u201309106; заявл. 19.07.2013; опубл. 25.02.2014, Бюл. № 4. 4 с.
18. Спосіб визначення потужності дизеля: пат. 42110 Україна: МПК G01M 15/00. № u200900082; заявл. 05.01.2009; опубл. 25.06.2009, Бюл. № 12. 2 с.
19. Спосіб визначення потужності дизеля: пат. 50860 Україна: МПК G01M 15/00. № u200913612; заявл. 25.12.2009; опубл. 25.06.2010, Бюл. № 12. 2 с.
20. Спосіб визначення потужності дизеля: пат. 53374 Україна: МПК G01M 15/00. № u201002337; заявл. 02.03.2010; опубл. 11.10.2010, Бюл. № 19. 2 с.
21. Спосіб діагностування стану ізоляції електричних машин: пат. 92257 Україна: МПК G01R 31/34. № u201401848; заявл. 25.02.2014; опубл. 11.08.2014, Бюл. № 15. 5 с.
22. Капіца, М. І. Стратегії експлуатації, технічного обслуговування та ремонту локомотивів / М. І. Капіца, Р. О. Коренюк // Вісн. Дніпропетр. нац. ун-ту залізн. трансп. ім. акад. В. Лазаряна. — Дніпропетровськ, 2012. — Вип. 40
23. Боднар, Б. Є. Структурно-функціональний аналіз системи ремонту рухомого складу промислових підприємств / Б. Є. Боднар, М. І. Капіца, Р. О. Коренюк // Вісн. Дніпропетр. нац. ун-ту залізн. трансп. ім. акад. В. Лазаряна. — Дніпропетровськ, 2012. — Вип. 42. — С. 70–73. — DOI: 10.15802/stp2012/9280.
24. Бобирь Д. В., Капіца М. І., Сердюк В. Н. Теорія локомотивної тяги: методичні рекомендації до виконання розрахунково-графічної роботи та дипломного проєктування. Дніпро: Укр. держ. ун-т науки і технологій, 2022. 59 с.
25. Бобирь Д. В., Капіца М. І., Сердюк В. Н. Теорія локомотивної тяги. Тягові розрахунки для промислового залізничного транспорту: навч. посіб. Дніпро: Укр. держ. ун-т науки і технологій, 2022. 113 с. ISBN 978-966-2394-62-7.
26. Капица, М. И. Модели режимов диагностирования тягового подвижного состава с заменой комплектующих изделий / М. И. Капица, В. В. Лагута // Електромагнітна сумісність та безпека на залізничному транспорті. — 2013. — № 5. — С. 56–62. — DOI: 10.15802/ecsrt2013/51006.
27. Капица, М. И. Моделирование функционирования локомотивного парка как сложной системы / М. И. Капица, В. В. Лагута // Електромагнітна сумісність та безпека на залізничному транспорті. — 2012. — № 4. — С. 75–81. — DOI: 10.15802/ecsrt2012/50903.
28. Капица, М. И. Определение рациональных периодов восстановления изоляции катушек возбуждения ТЭД / М. И. Капица, В. В. Лагута // Вісн. Дніпропетр. нац. ун-ту залізн. трансп. ім. акад. В. Лазаряна. — Дніпропетровськ, 2006. — Вип. 11. — С. 126—128. — DOI: 10.15802/stp2006/18690.
29. Лагута, В. В. Постановка задачи определения продолжительности зон Н-характеристики при расчетах на надежность технических объектов / В. В. Лагута, М. И. Капица // Вісн. Дніпропетр. нац. ун-ту залізн. трансп. ім. акад. В. Лазаряна. — Дніпропетровськ, 2008. — Вип. 22. — С. 129—131. — DOI: 10.15802/stp2008/15229.